# Moschea Yamma
La moschea Yaama è una moschea costruita nell'indigena architettura del Sahel, nel 1962 a Yaama, un villaggio nella regione semi-deserta del Niger. Il Niger è un paese dell'area sub-sahariana, privo di sbocchi sul mare, nell'Africa occidentale.

## Costruzione
Dopo i 60 anni di colonizzazione francese, conclusa nel 1960, la zona ha risentito significativamente delle influenze straniere. Così, quando la città decise di costruire una moschea del venerdì, dove permettere le riunioni per la preghiera, fu scelto di utilizzare i metodi tradizionali. I lavori iniziarono nel 1962 e terminarono nel 1982. L'edificio è stato costruito con mattoni di fango, le successive modifiche hanno incluso la costruzione di una cupola centrale, circondata da quattro torri. Ogni abitante del villaggio ha contribuito; dal proprietario terriero che ha donato il sito, alle persone che hanno creato i mattoni di fango, portato l'acqua, raccolto il legno, ecc.
La moschea è stata destinataria del Premio Aga Khan per l'Architettura nel 1986.